# オチャーコフ攻囲戦 (1788年)
第2次オチャーコフ攻囲戦（オチャーコフこういせん、ロシア語: Штурм Очакова）は、第二次露土戦争中の重要な戦闘の一つ。 トルコ語ではオジの戦い（トルコ語: Özi Kuşatması）として知られる。

## 経過
1788年、グリゴリー・ポチョムキン公爵とアレクサンドル・スヴォーロフ元帥率いるロシア帝国軍はオスマン帝国の提督ジェザイルリ・ガーズィ・ハサン・パシャの守るオチャーコフへ侵攻。スヴォーロフはオチャーコフ急襲を主張したが、ポチョムキンはこれを容れず街を包囲、砲撃を加えつつ街への補給路を断っていった。
さらにポチョムキンは兵力を温存するため直接的な戦闘を避け、死傷者を最小限に押さえようとしたが、これが臆病者として告発されることになり、この攻囲戦を通じてロシア軍司令部内では急襲策をめぐる議論が絶えなかった。
トルコ軍は包囲の突破を何度も試みた。7月27日、イェニチェリ軍団がコサック軍団を攻撃して後退させることに成功した。これに対しスヴォーロフが自ら増援部隊を率いイェニチェリをオチャーコフの城門まで追い返したが、彼自身も負傷した。
ハサン・パシャはリマンに集結しているトルコ軍からの援軍を期待していたが、この軍団はドミトリー・セニャービン元帥のロシア艦隊による攻撃を受けたのち、オチャーコフへの援軍派遣を中断してしまった。

## オチャーコフの海戦
6月6日に帆船艦隊の指揮を委ねられたジョン・ポール・ジョーンズは、砲艦艦隊を率いてきたカール・ハインリヒ・フォン・ナッサウ・ジーゲンと共にポチョムキンの指揮下に入った。この時、陸軍の指揮はスヴォーロフに任されていた。一方、オチャーコフ港内には大提督ハサン・パシャの大規模な混成艦隊が残っていた。この艦隊の編成は正確な記録が残っていないが、ほとんどは40丁ほどの鉄砲といくらかの大砲を載せた武装商船であった。資料により艦数の記録もまちまちだが、イスタンブールで4月8日に記録されたものによれば、12隻の戦艦、13隻のフリゲート、2隻の爆弾船、2隻のガレー船、10隻の砲艦、6隻の火船で構成されていたという。30丁以上の鉄砲を配したジーベックも少なからずあったと思われるが、おそらくこれはフリゲートとして計算されている。

### 経過
3月19日、ロシア艦隊がヘルソンからスタニスラフ岬へ移動。
4月21日、ナッサウ・ジーゲンが戦艦フロティラと共にヘルソンに到着、24日にリマンへ移動。
5月27日、ロシアのコント・ヴォイノビッチのセヴァストポリ艦隊が出港するものの、悪天候により帰投。もし予定通り航行していれば、早いうちにオスマン艦隊と遭遇していた可能性がある。
5月30日、ジョン・ポール・ジョーンズ到着。キンバン（オチャーコフに面する南海岸の砂嘴）でのスヴォーロフによる新砲台完成を祝うため6月6日まで戦線を離れる。この間、5月31日にオスマン艦隊が到着する。退却に手間取ったロシアのナッサウ・ジーゲン艦隊の属艦の一つが捕捉され、艦長のソーケンが自爆して果てた。
6月17日の数度の小競り合いの後、6月18日午前7時30分、オスマン艦隊の5隻のガレー船と36隻の小型船が海岸のロシア艦隊を攻撃。当初ロシア側はガレー船6隻、4隻のはしけ、4隻の小型帆船しかいなかった。午前10時ごろ、オスマン帝国のハサン・パシャが参戦、しかしナッサウ・ジーゲンとジョーンズが全艦船を岬に向けて動かし、反撃を始めた。午前10時30分になるとオスマン艦隊は2，3の艦船が炎上もしくは爆破されたため後退を始めた。午前11時ごろ戦闘停止。ここでナッサウ・ジーゲン艦隊が戦線に復帰する。
6月27日正午、オスマン艦隊は風上へ針路を取りロシア艦隊の背後をとろうとしたが、午後2時に旗艦が座礁。艦隊は混乱に陥った。ロシア艦隊も北北西へ針路をとったが逆風のため翌6月28日午前2時まで足止めされた。トルコ艦隊は座礁船の引き上げに成功し隊列を組み直そうと試みた。ロシア艦隊はこの隙を突き、午前5時15分に攻撃を仕掛けた。トルコ艦隊第二旗艦は座礁し、ロシア軍艦マリ・アレクサンドルも爆弾船に沈められた。午前9時30分、オスマン艦隊は撤退を開始。ハサン・パシャは軍艦を完全に撤退させることを決めたが、途中で9隻もの艦がキンバンの砂嘴で座礁。翌朝、ロシアの小型艦隊がこれを取り囲み、54ポンド砲搭載の戦艦を鹵獲したほかは殲滅した。
トルコ艦隊は6月28日までに2隻の戦艦を失い885人が捕虜となったが、おそらく翌日までにはさらに6隻の戦艦、2隻のフリゲート、1隻の爆弾艦、1隻のガレー船、1隻の輸送船および788人が虜となった。ロシア側の被害は死者18人と負傷者67人、艦の喪失はわずかな帆船のみだった。
7月1日、オチャーコフの艦隊を救出するべく新手のトルコ艦隊がベレザーニ島に付近に現れた。しかしこの艦隊は城砦に近づこうとはせず、7月9日にフィドニシの戦いから転戦して来たセヴァストポリ艦隊と遭遇した。
この日、オチャーコフでもロシア陸軍の攻撃が行われ、ロシア艦隊もトルコ艦隊へ砲撃を仕掛けた。この時のロシア艦隊は7隻のガレー船、7隻の帆船、7つの浮き砲台、7艘の「装甲ボート」、22隻の小型砲艦だった。トルコ艦隊は2隻の20ポンド砲ジーベックもしくはフリゲート、5隻のガレー船、1隻のキランギッチ（ガレー船によく似た戦闘船）、1隻の16ポンド砲ブリガンティン、1隻の爆弾船、2隻の小型砲艦だった。
午前3時15分、砲戦開始。トルコ艦隊の2隻の砲艦と1隻のガレー船が拿捕され、残りは炎上沈没した。戦闘は9時30分には終了し、ロシア側の被害は24人の死者と80人の負傷者のみだった。

## 終局
疫病や寒さにより、両軍ともに状況は悪化していた。結局、ポチョムキンはスヴォーロフの強襲作戦を採用した。12月6日（グレゴリウス暦12月17日）、ロシア軍が夜襲をかけハサン・パシャの宮殿を占拠、オチャーコフの街を開城させた。ハサン・パシャを含む4,000人以上のトルコ兵が捕虜となったが、この後の掃討戦で市街守備隊約2万人が殺された。この作戦におけるロシア側の死者は956人、戦傷者は1,829人だった。
ガヴリーラ・デルジャーヴィンはこの勝利を祝福する詩を、ジュゼッペ・サルティは聖歌を書いている。